# آرژانتین برای من گریه نکن
«آرژانتین برای من گریه نکن» (به انگلیسی: Don't Cry for Me Argentina) تک‌آهنگی از هنرمند اهل بریتانیا جولی کاوینگتون است که در دسامبر ۱۹۷۶ منتشر شد. این آهنگ توسط فرهاد مهراد نیز اجرا شده است.